# Wapnik
Wapnik [pronunciación en polaco: /ˈvapnik/] (en alemán: Kalkstein) es un pueblo en el distrito administrativo de Gmina Lubomino, dentro del Condado de Lidzbark, Voivodato de Varmia y Masuria, en Polonia del norte. Se encuentra aproximadamente a 28 kilómetros al oeste de Lidzbark Warńminski y a 39 kilómetros al noroeste de la capital regional Olsztyn, y al este del río Pasłęka. 